# Romance (film fra 1920)
 For alternative betydninger, se Romance. (Se også artikler, som begynder med Romance)
Romance er en amerikansk stumfilm fra 1920 af Chester Withey.

## Medvirkende
- Doris Keane som Madame Cavallini
- Basil Sydney som Armstrong
- Norman Trevor som Cornelius Van Tuyl
- Betty Ross Clarke som Susan Van Tuyl
- Amelia Summerville som Miss Armstrong
- A.J. Herbert som Mr. Livingston
- Gilda Varesi som Vanucci
- John Davidson som Beppo
- June Ellen Terry som Suzette Armstrong
- Arthur Rankin som Harry Armstrong
- Vangie Valentine som Marion Ward